# Welker Gábor
Welker Gábor (Budapest, 1975. december 22. –) magyar színművész, szinkronszínész. 

## Filmográfia

### Anime/Rajzfilm
- Hellsing: Alucard
- Páncélba zárt szellem - további magyar hang
- Egy bogár élete - további magyar hang
- Kirikou és a boszorkány: Kirikou fiatalemberként
- Az oroszlánkirály 2. – Simba büszkesége: Kovu
- South Park - Nagyobb, hosszabb és vágatlan: Terrance Henry Stoot
- Balto 3.  további magyar hang
- Lizzi & Yeti - Egy király sztori: Ördög
- Scooby-Doo - Rettegés a táborban: Knudsen vadőr; Erdőlakó
- Nyócker! (2004) (szinkronhang) - Jürgen

### Sorozat
- Andromeda: Tyr Anasazi - Keith Hamilton Cobb (AXN szinkronverzió)
- Az elit alakulat: Sgt. Denver 'Bull' Randleman - Michael Cudlitz
- Az igazság bajnokai: Mitchell Clark - Tom Bresnahan
- Buffy, a vámpírok réme: Angel/Angelus - David Boreanaz (2.hang)
- Daredevil: Matt Murdock / Fenegyerek - Charlie Cox  (NETFLIX szinkronverzió)
- Daredevil: James Wesley - Toby Leonard Moore ( M2 szinkronverzió)
- Egy videojátékos majdnem mindenre jó kézikönyve: Mr. Spanks - Joe Hursley
- K.C., a tinikém: Craig Cooper (2. évad 19. résztől) - Kadeem Hardison
- Hölgyek öröme ‑ Emun Elliot (John Moray)[2]
- MI-5-Az elit alakulat (Titkos Szolgálat-MI5): Zafar Younis - Raza Jaffrey (2.hang)
- Poldark: Dr Dwight Enys - Luke Norris
- Sötét angyal: Calvin "Sketchy" Theodore - Richard Gunn
- Telihold: Ignacio "Nacho" Castro - Fran Perea
- X csapat: Brennan Mulwray - Victor Webster
- Vaják: Ríviai Geralt - Henry Cavill
- Vágyak és valóság: Brad Simon - Adam Damos
- Boba Fett könyve: Dokk Strassi - Stephen Oyoung (test), Robert Rodríguez (hang)
- Birmingham bandája
- Stambuch – Júlia asszony titkos éjszakái (2005) (TV) .... Balázs Sándor

### Film
| Év   | Cím                                 | Szerep                          |
| ---- | ----------------------------------- | ------------------------------- |
| 1997 | Szigorúan bizalmas                  | Matt Reynolds                   |
| 1998 | Amerikai História X                 | Lawrence                        |
| 1998 | Szép remények                       | Taxi sofőr                      |
| 2001 | Őrült és gyönyörű                   | Hector                          |
| 2001 | Yamakasi – A modern idők szamurájai | Menyét                          |
| 2003 | Leány gyöngy fülbevalóval           | Pieter                          |
| 2004 | Hajrá csajok, újra!                 | Fatneck                         |
| 2004 | Penge: Szentháromság                | Hannibal King                   |
| 2004 | Szabadság, szerelem                 | Ben Calder                      |
| 2008 | Szalagavató                         | Winn felügyelő                  |
| 2009 | A titokzatos lakó                   | Malcolm                         |
| 2010 | Eredet                              | Robert Fischer                  |
| 2011 | Lopott idő                          | Raymond Leon                    |
| 2013 | Az Acélember                        | Superman                        |
| 2015 | Az U.N.C.L.E embere                 | Napoleon Solo                   |
| 2016 | Anthropoid                          | Jozef Gabčík                    |
| 2016 | Batman Superman ellen               | Superman                        |
| 2017 | Az Igazság Ligája                   | Superman                        |
| 2017 | Dunkirk                             | didergő katona                  |
| 2019 | Anna                                | Lenny Miller                    |
| 2020 | Hang nélkül 2.                      | Emmett                          |
| 2023 | Oppenheimer                         | Robert Oppenheimer              |
| 2024 | Argylle: A szuperkém                | Argylle ügynök                  |
| 2024 | Deadpool & Rozsomák                 | Cavillmák/Henry Cavill Rozsomák |

| Év   | Cím                | Szerep              |
| ---- | ------------------ | ------------------- |
| 2000 | Vértakony          | Takony              |
| 2001 | Tempo              | Boltos              |
| 2001 | Pizzás             | Pioneer             |
| 2003 | Apám beájulna      |                     |
| 2003 | Tesó               | Artin               |
| 2005 | Kész cirkusz       | Zoé                 |
| 2007 | Minden másképp van | fiatal Márai Sándor |